# 龙吴路
龙吴路，本名龙吴公路，是中國上海市徐汇区、闵行区间的一条主要道路，北接龙吴路，南到黄浦江，以起讫地龙华镇、吴泾镇首字命名取首字命名。南起剑川路，北至龙华西路，全长15.5公里，1958年始筑。

## 历史
龙吴路的港口轮渡站以北段，曾名华港路，以龙华、港口取首字命名。1959年，龙吴路向南延筑后，统称今名。1960年全线竣工。

## 沿线主要设施[3]
- 吴泾新村、永德新村
- 上海氯碱股份有限公司
- 吴泾化工总厂
- 上海植物园